# ウルゲンチ・トロリーバス
ウルゲンチ・トロリーバス（ウズベク語: Urganch trolleybuslari、ロシア語: Ургенчский троллейбус）は、ウズベキスタンの都市であるウルゲンチとヒヴァを結ぶトロリーバス。2022年現在ウズベキスタンに存在する唯一のトロリーバス路線で、国営企業であるホラズム・トロリーバス管理公社（Хорезмское троллейбусное управление）によって運営されている。

## 概要
1997年10月27日に開通したトロリーバス路線。2000年代以降、ウズベキスタンでは国の方針により各都市のトロリーバスが廃止に追い込まれたが、ウルゲンチ・トロリーバスに関しては廃止を逃れ2022年現在も営業運転を続けている。ただしウルゲンチ国際空港へ向かう支線については2002年に撤去されたため、同年以降はウルゲンチとヒヴァを結ぶ都市間系統のみ運行を続けているが、一方でウルゲンチ市内に環状線を建設する計画も存在する。2015年時点の運賃は200スムである。
車両についてはシュコダ製の車両が使用されており、開業時に導入されたのはシュコダ14Trやシュコダ14TrMであった。その後、2013年にホラズム・トロリーバス管理公社はシュコダ・トランスポーテーションにノンステップトロリーバスのシュコダ24Tr9両分の発注を行い、2022年現在は同形式を用いた営業運転が行われている。

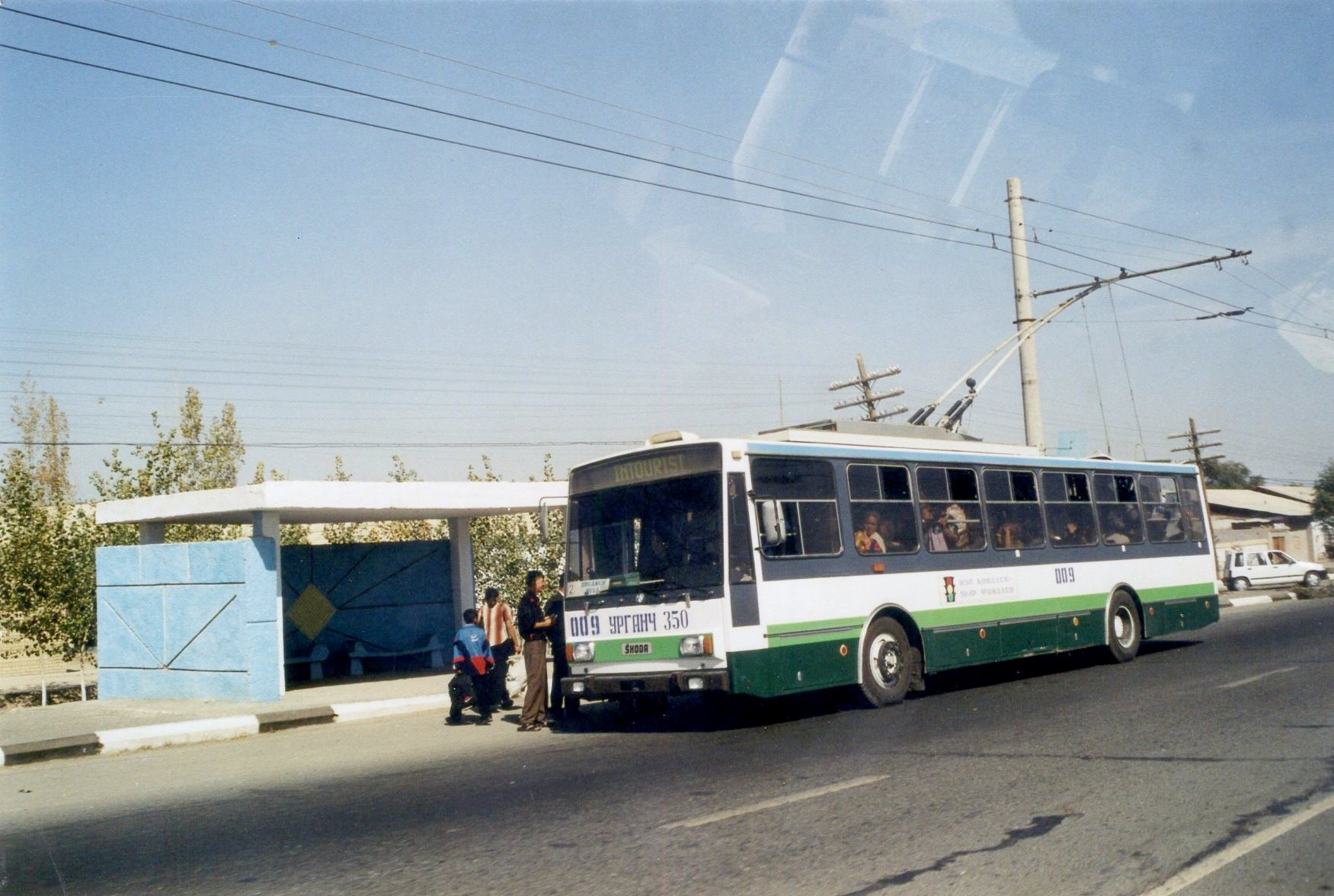
シュコダ14Tr（2002年撮影）
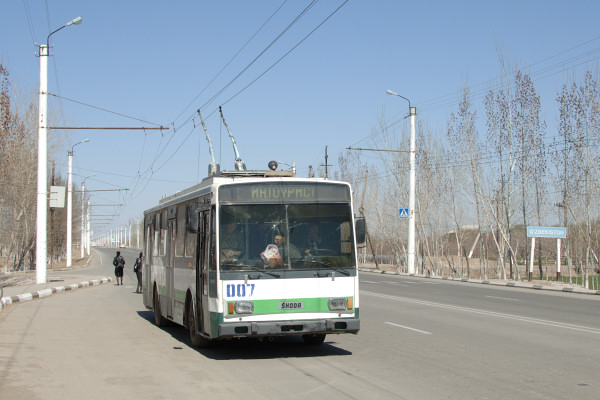
シュコダ14TrM（2010年撮影）
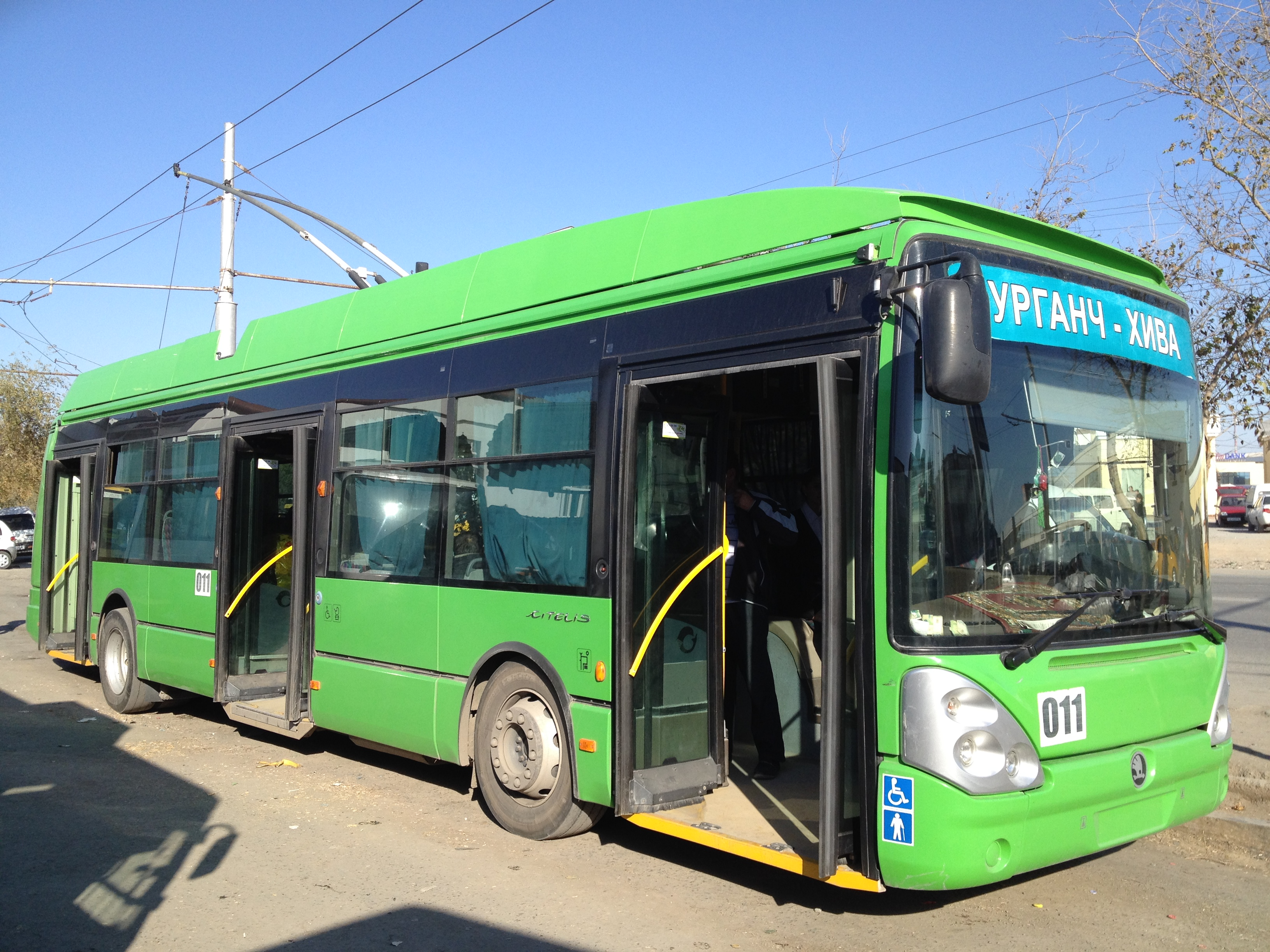
シュコダ24Tr（2015年撮影）